# Le Fantôme de la plage
Le Fantôme de la plage (Ghost Beach) est un roman fantastique et horrifique américain pour la jeunesse de la collection de livres Chair de poule écrite par R. L. Stine.
Dans l'édition américaine, le livre est le 22e de la série, publié en août 1994. En France, il a été publié le 14 juin 1995 et il s'agit du 8e livre de la collection. Le roman est réédité en France en avril 2024 sous le nouveau titre Le fantôme de la grotte et porte désormais le numéro 9 dans la collection.
Ce roman a, par la suite, été adapté en épisode pour la série télévisée éponyme Chair de poule.

## Résumé
Jerry Sadler est un adolescent qui vient un mois en vacances chez ses grands cousins (qui ont l'âge d'être ses grands-parents) qui habitent à côté de la plage et de la forêt. Il vient avec sa sœur Suzanne qui a un an de moins que lui (11 ans, et lui 12 ans). En se promenant seuls sur la plage à leur arrivée, les deux adolescents découvrent sur le rivage une grotte perchée sur des mètres de rochers. Une lumière orange y clignote la nuit. Ils se lient d'amitié avec trois autres enfants (Sam, Louisa et Nic) qui sont de la région. Étrangement, ils fuient dès que Jerry et sa sœur les questionnent à propos de la grotte... et des squelettes d'animaux trouvés nettoyés os par os dans la forêt juste à côté - et aussi des nombreux Sadler enterrés dans le cimetière de la forêt. Ces derniers leur affirment, après de longues demandes pressantes, qu'un fantôme hante la grotte et sème la terreur dans la ville - que c'est lui qui mange les animaux et nettoie leurs os pour ensuite reconstituer leur squelette. Bien que sceptiques, Jerry et sa sœur ont des doutes, et ce que le fantôme de la grotte leur a-t-il menti ou bien l'amitié les a trompés ? Et prendront-ils  conscience qu'un incroyable jeu de masques se tourne dans leur dos, regretteront-ils ces vacances ?

## Description de l'illustration française
L'image de la couverture, dessinée par Gérard Failly, montre en arrière-plan un simple ciel noir (avec quelques minuscules étoiles) et une pleine-lune orange clair. Au premier plan, Jerry Sadler, l'un des deux protagonistes principaux de l'histoire avec sa sœur Suzanne, qui porte un T-Shirt orange vif, les cheveux au vent, regarde derrière lui d'un air terrifié en se mordant les doigts. Une effrayante main de squelette tente de lui attraper l'épaule de ses doigts recourbés. L'illustration de la réédition de 2024, dessinée par Servane Altermatt et Paul-Émile Boucher, représente la grotte dépeinte dans le roman, de l'antre de laquelle surgit un spectre à l'allure menaçante.

## Sous-titre français
Le sous-titre française est Des vacances maudites.

## Adaptation télévisée
Ce livre a bénéficié d'une adaptation télévisée dans la série télévisée Chair de poule.

### Numérotation et titre
L'épisode est le numéro 28 de la série. Il a été diffusé lors de la deuxième saison, pour la première fois le 19 octobre 1996 aux États-Unis. Il s'agit de l'épisode 9 de la saison 2.
Les titres originaux et français de l'épisode sont restés exactement les mêmes que ceux des livres.

### Différences roman / épisode
Malgré le scénario fidèlement retranscrit, l'adaptation apporte quelques changements, mais qui sont somme toute assez mineurs :
- Nic, le petit frère de Sam et Louisa, âgé de 5 ans, est absent de l'épisode.

- Dans le livre, c'est Agatha qui raconte l'histoire des Sadler a Jerry et Suzanne après qu'ils ont découverts les pierres tombales de Sam, Louisa et Nic. Dans l'épisode, c'est le professeur Harrison qui raconte l'histoire et c'est avant que Jerry et Suzanne ne découvrent les pierres tombales de Sam et Louisa.

- Dans le livre, Jerry et Suzanne trouvent le squelette du chien dans la forêt. Dans l'épisode, ils le trouvent sur la plage.

- La fin est légèrement prolongée pour montrer que Brad et Agatha mangeront le chien du professeur Harrison.

- La séquence d'ouverture montrant le cauchemar de Suzanne est supprimée.

- Le professeur Harrison apparaît plus tôt dans l'épisode, car Jerry et Suzanne découvrent une pierre tombale portant son nom et Sam et Louisa leur apprennent qu'Harrison Sadler est le fantôme qui hante la grotte, alors que dans le livre, il n'apparaît qu'après que Jerry et Suzanne l'aient rencontré.